# Кольцо (телесериал)
Кольцо (тур. Halka) — турецкий драматический, криминальный и экшен-телесериал производства Es Film, первый эпизод которого вышел в эфир 15 января 2019 года на телеканале «TRT 1». Режиссёрами сериала выступили Волкан Коджатюрк, Башак Сойсал и Сюлейман Мерт Оздемир, сценаристами — Азиз Туна, Селим Бенер, Али Демирель и Мерьем Дири. Сериал завершился 19-й серией, вышедшей в эфир 28 мая 2019 года.

## Сюжет
1991 год. Члены преступной организации «Кольцо» похищают 10-месячного сына Эрена и Хюмейры Карабулут и требуют заплатить выкуп. Эрен отправляется на встречу с похитителями, чтобы отдать им деньги и вернуть ребёнка, но преступники нарушают договор и убивают мужчину, при этом оставив на месте преступления младенца, который не является сыном убитого. По какой-то причине вдова мужчины делает вид, что оставленный преступниками ребёнок — это её ранее похищенный сын и воспитывает его, как собственного, скрывая ото всех правду.

2019 год. Джихангир Тепели и Каан Карабулут, совершенно разные по характеру молодые люди, встречают друг друга при странных обстоятельствах и выясняют, что их объединяет общая цель — найти главаря банды «Кольцо» и отомстить за совершённое много лет назад убийство.

## Актёры и персонажи
| Актёр               | Персонаж          | Эпизоды |
| ------------------- | ----------------- | ------- |
| Назан Кесал         | Хюмейра Карабулут | 1-19    |
| Серкан Чайоглу      | Джихангир Тепели  | 1-19    |
| Каан Йылдырым       | Каан Карабулут    | 1-19    |
| Ханде Эрчел         | Мюжде Акай        | 1-19    |
| Хазал Субаши        | Бахар Беркес      | 1-19    |
| Ахмет Мюмтаз Тайлан | Джемаль Сандыкчы  | 1-19    |
| Умут Карадаг        | Искендер Акай     | 1-19    |
| Эрдал Йылдыз        | Портной / Коркут  | 1-19    |
| Бурак Серген        | Ильхан Тепели     | 1-19    |
| Дениз Хамзаоглу     | Адем Ченгири      | 1-19    |
| Фунда Ильхан        | Гюляй Тепели      | 1-19    |
| Шехсувар Акташ      | Визирь            | 1-19    |
| Мелих Чардак        | Хасан             | 1-19    |
| Серхат Мидьят       | Алтан Демирёз     | 1-16    |
| Бану Фотоджан       | Нуртен            | 1-16    |
| Угур Ташдемир       | Халит Музаффер    | 1-12    |
| Дилан Телькёк       | Ирем Музаффер     | 1-8     |
| Угур Узунель        | Шенер             | 3-8     |
| Сельчук Борак       | Фарук Эрдем       | 4-16    |
| Турхан Кая          | Дженгиз Эркмен    | 5-13    |
| Мехмет Йылмаз Ак    | Чаатай Эркмен     | 6-19    |
| Хасан Ялнызоглу     | Озджан            | 6-19    |
| Хайдар Кёйель       | Рухи              | 15-18   |
| Левент Октем        | Альтемур          | 16-19   |

### Приглашённые актёры
| Актёр              | Персонаж     | Эпизоды       |
| ------------------ | ------------ | ------------- |
| Йылдырым Гюджюк    | Ариф Менгене | 11-12, 15, 18 |
| Волкан Унал        | адвокат      | 7-9, 11       |
| Альптекин Эртюрк   | Надир        | 7-8           |
| Рыза Акын          | Джаббар      | 6-8           |
| Азиз Иззет Бичиджи |              | 6             |

## Даты трансляции
| Сезон | День и время выхода серии | Начало сезона  | Конец сезона | Количество эпизодов | Диапазон эпизодов в сезоне | Год  | Телеканал |
| ----- | ------------------------- | -------------- | ------------ | ------------------- | -------------------------- | ---- | --------- |
| 1     | Вторник 20.00             | 15 января 2019 | 28 мая 2019  | 19                  | 1-19                       | 2019 | «TRT 1»   |

## Список эпизодов
| №  | Название                                                          | Дата выхода     |
| -- | ----------------------------------------------------------------- | --------------- |
| 1  | «Джихангир и Каан» (тур. «Cihangir ve Kaan»)                      | 15 января 2019  |
| 2  | «Мужчина в жёлтом костюме» (тур. «Sarı Takım Elbiseli Adam»)      | 22 января 2019  |
| 3  | «Ты скажешь „Мир“...» (тур. «Dünya Diyeceksin...»                 | 29 января 2019  |
| 4  | «Красная комната» (тур. «Kırmızı Oda»)                            | 5 февраля 2019  |
| 5  | «Чёрный кот, жёлтый кот» (тур. «Kara Kedi, Sarı Kedi»)            | 12 февраля 2019 |
| 6  | «Чаатай» («тур. Çağatay»)                                         | 19 февраля 2019 |
| 7  | «Воля Чингисхана» (тур. «Cengiz Han'ın Vasiyeti»)                 | 26 февраля 2019 |
| 8  | «Братство Тайны» (тур. «Sır Kardeşliği»)                          | 5 марта 2019    |
| 9  | «Напиши нам тоже в своём блокноте» (тур. «Bizi De Yazın Deftere») | 12 марта 2019   |
| 10 | «Мой шеф» (тур. «Amirim»)                                         | 19 мар 2019     |
| 11 | «Новая жизнь» (тур. «Yeni Hayat»)                                 | 26 марта 2019   |
| 12 | «Дети Кольца» (тур. «Halka'nın Çocukları»)                        | 9 апреля 2019   |
| 13 | «Вверх» (тур. «Yukarısı»)                                         | 16 апреля 2019  |
| 14 | «Вниз» (тур. «Aşağısı»)                                           | 23 апреля 2019  |
| 15 | «Я — Джихангир Карабулут» (тур. «Ben, Cihangir Karabulut»)        | 30 апреля 2019  |
| 16 | «Дитя судьбы» (тур. «Kader Çocuğum»                               | 7 мая 2019      |
| 17 | «Тёмная сторона Луны» (тур. «Ayın Karanlık Yüzü»)                 | 14 мая 2019     |
| 18 | «Самый длинный день» (тур. «En Uzun Gün»)                         | 21 мая 2019     |
| 19 | «Конец долгой ночи» (тур. «Uzun Sürmüş Bir Gecenin Sonu»)         | 28 мая 2019     |